# イシマンガリソ湿地公園

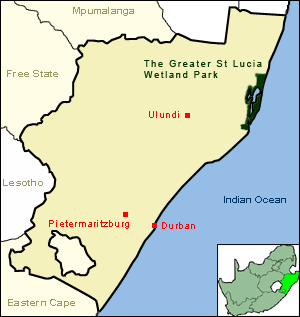
iSimangaliso Wetland Park

イシマンガリソ湿地公園は、南アフリカ共和国、クワズール・ナタール州の東海岸にある自然保護区である。ダーバンの北約275 km にあたる。南アフリカでは3番目に大きな自然保護区で、北はモザンビーク国境から南はセント・ルシア河口のマペラネ（Mapelane）まで、海岸線280 kmにわたって存在している。面積は3280 km2 の原生的な生態系の守られている地域で、Ezemvelo KZN Wildlifeが管理している。 
公園は多くの自然保護区の集合体だが、世界遺産に登録されているのはフォールス湾公園（False Bay Park）、ソドワナ湾国立公園（Sodwana Bay National Park）、ソドワナ国有林（Sodwana State Forest）、セント・ルシア狩猟鳥獣保護区（St Lucia Game Reserve）、セント・ルシア公園（St Lucia Park）、セント・ルシア海洋保護区（St Lucia Marine Reserve）、マプタランド海洋保護区（Maputaland Marine Reserve）、ケープ・ヴィダル国有林（Cape Vidal State Forest）、東海岸国有林（Eastern Shores State Forest）、マペラネ自然保護区（Mapelane Nature Reserve）、ニャラジ国有林（Nyalazi State Forest）、シバイー淡水湖保護区（Lake Sibayi Freshwater Reserve）、海岸林保護区（Coastal Forest Reserve）の13の保護区である。公園にはこのほかウムクゼ狩猟鳥獣保護区（uMkhuze Game Reserve）などが含まれている。
この公園は以前はグレーター・セント・ルシア湿地公園の名で知られていたが、2007年11月1日付で改称された。「イシマンガリソ」とはズールー語で「驚異」を意味する。

## 生態系
多くの干満のある河口と同じように、この公園には多様な野生生物が棲息している。それは、季節ごと、年ごと、地域ごとの塩分濃度の変化によって生み出された多様な生態系の集中を反映しているのである。河口はアフリカ最大で、とりわけ特筆すべきものは世界最大級の森林に覆われた砂丘が存在していることである。その長さは180mを超える。湖の縁に沿った湿原と、砂丘から滲み出した水で潤っている「スポンジ」と呼ばれる地域は、湖の塩水濃度が高くなったときに、淡水生物にとっての必要不可欠な避難場所になる。また、コシ・バイ湖一帯にはマングローブおよびヨシ原がある。
公園は5つの生態系から成っている。生態系は完全に独立して機能しているが、同時に互に完全に結びついてもいる。また、マプタランド固有植物種センターという生物多様性のホットスポットの南部に位置するため、種の多様性が高い。 
5つの生態系とは以下のものである。 
海洋生態系
アガラス海流が流れる温暖なインド洋に特徴付けられており、アフリカ最南端のサンゴ礁が存在している。また海底峡谷や長い砂浜も存在している。
東岸生態系
海岸砂丘の生態系で、線状に伸びた砂丘、亜熱帯森林、草原、湿原などが存在している。
湖群生態系
河口と繋がった2つの湖、すなわちセント・ルシア湖、コシ・バイ湖（Kosi Bay）のほか、淡水湖であるシバイー湖（Lake Sibhayi）、ンゴベゼレニ湖（Ngobezeleni）、北バンガジ湖（Bhangazi north）、南バンガジ湖が存在している。
湿原生態系
ムクゼ湿原（Mkhuze）とウムフォロジ湿原（uMfolozi）には、アシやカミガヤツリが広範囲に茂る湿地林が存在している。
西岸生態系
かつて海岸線だった段丘と乾燥したサバナの森林が広がっている。

## 野生生物
クルーガー国立公園（Kruger National Park）やオカヴァンゴ・デルタ（Okavango Delta）のようなアフリカ大陸南部のより大きな公園に比べるとあまり知られていないが、セント・ルシアはより多くの生物種を養っており、特に一部の絶滅危惧種にとっての貴重な生息地を提供している。
コシベニペリカン、ベニイロフラミンゴ、コフラミンゴ、マダガスカルウミワシ（Madagascar Fish Eagle）、コウノトリ類、サギ類、アジサシ類などをはじめとする530種以上の鳥類が生息している。また、南アフリカの公園の中ではカバの個体数が最も多い。2001年にはゾウの再導入が行われた。ウミガメ2種は砂浜を産卵地にしている。他にはクロサイも見られ、スラッシュマツの植栽が行われる。
保護区には海岸線だけでなく沖合いのサンゴ礁も含まれている。また、保護区内にはザトウクジラもやってくる。1200匹のナイルワニや800頭のカバも見られるが、カバ、クロコダイル、イルカ、ジンベエザメが見られる公園はアフリカでもここだけである。

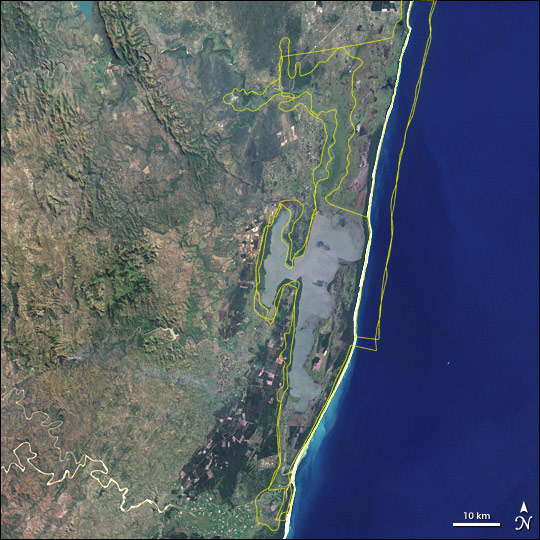
公園の衛星写真。黄色で示されているのが保護区

公園は「生きている化石」であるシーラカンスの生息地でもある。科学者たちはシーラカンスが最初に発見された1938年以降、岩がちな深海域で何匹も捕獲しているが、いまなお稀少な魚であることに変わりはなく、国際法で保護されている。2000年11月27日には、セント・ルシア保護区（St. Lucia Reserve）内のソドワナ湾（Sodwana Bay）沖の海底峡谷で、3体の生存個体が発見・撮影された。

## 歴史
セント・ルシアが最初に名付けられたのは1554年のことで、その時はポルトガル船聖ベネディクト号の生存者によって「リオ・デ・ラ・メダオス・ド・オウラ」（Rio de la Medaos do Oura）と呼ばれた。
トゥゲラ川（Tugela River）の名前がついたのは1575年のことだったが、その年の聖女ルシアの祝日（12月13日）に、Manuel Peresterelloが河口地域をサンタ・ルシア（Santa Lucia）と名付けた。
1822年にはイギリスがセント・ルシアを街区（township）とすることを宣言し、1895年に町の北30km の地域がセント・ルシア狩猟鳥獣保護区（St. Lucia Game Reserve）に設定された。これがこの地域の最初の保護区である。1986年にはセント・ルシア湖、マプタランドのウミガメの海岸やサンゴ礁、シバイー湖とコシ・バイ湖がラムサール条約登録地になった。
一部の地域では外来種の植物のヒマワリヒヨドリ、グアバ、モクキリン、センダンが侵入しているため、現在は除去プログラムが導入されている。また、湖の周りにはマツやユーカリの植栽もあったが、現在は水の涵養のために除去された。

## 世界遺産
1999年12月に湿地公園が世界遺産に登録された。当初の登録名は「グレーター・セント・ルシア湿地公園」（Greater St Lucia Wetland Park / Parc de la zone humide de Sainte-Lucie）だったが、2007年に公園の名称が変更されたことを踏まえて、2008年7月には世界遺産登録名も変更された。
2025年には、モザンビークのマプト国立公園にも範囲が拡大された。

### 登録基準
この世界遺産は世界遺産登録基準のうち、以下の条件を満たし、登録された（以下の基準は世界遺産センター公表の登録基準からの翻訳、引用である）。
- (7) ひときわすぐれた自然美及び美的な重要性をもつ最高の自然現象または地域を含むもの。
- (9) 陸上、淡水、沿岸および海洋生態系と動植物群集の進化と発達において進行しつつある重要な生態学的、生物学的プロセスを示す顕著な見本であるもの。
- (10) 生物多様性の本来的保全にとって、もっとも重要かつ意義深い自然生息地を含んでいるもの。これには科学上または保全上の観点から、すぐれて普遍的価値を持つ絶滅の恐れのある種の生息地などが含まれる。